# الشركة السعودية الموحدة للكهرباء
الشركة السعودية الموحدة للكهرباء في اليوم الخامس من أبريل عام 2000م تأسست كشركة مساهمة سعودية برأسمال قدره (33,758,632,650) ريال، مقسم إلى (675,172,653) سهماً وذلك بعد صدور قرار مجلس الوزراء السعودي والذي قضى بدمج جميع الشركات السعودية الموحدة للكهرباء في المناطق الوسطى والشرقية والغربية والجنوبية، والشركات العشر الصغيرة العاملة في شمال المملكة، ومشاريع الكهرباء التشغيلية التي تديرها المؤسسة العامة للكهرباء في شركة مساهمة واحدة هي «الشركة السعودية للكهرباء».

## الهيكلة
بعد اكتمال عملية الدمج اتبعت الشركة أسلوباً تدريجياً ومنهجياً في إعادة وتوحيد الهيكل التنظيمي للشركة، من أجل ضمان استمرار تقديم خدمات الطاقة الكهربائية، مع المحافظة على اعتمادية النظام الكهربائي، وجودة الخدمة لعملاء، وكذلك تهيئة الموارد البشرية للتغيرات المطلوبة لتحقيق أهدافها الإستراتجية والرؤية المشتركة.
في بداية عام 2002م اعتمد مجلس الإدارة الهيكل التنظيمي المرحلي الجديد الذي تم تصميمه على أساس الأنشطة المتخصصة التي تشمل الوحدات التنظيمية (الأنشطة الكهربائية) والأنشطة المشتركة والخدمية المساندة، وذلك لتتمكن من تعزيز أدائها العام على مستوى جميع الأنشطة، لرسم التوجهات المستقبلية للتغيير الشامل المتوقع.
في 1 يناير 2003م تم تفعيل الهيكل التنظيمي المرحلي، وتطبيق المستوى الثاني من الهيكل، حيث تم تحديد القطاعات والإدارات التابعة مباشرة لكل من الأنشطة التخصصية، وإعداد الوصف الوظيفي الخاص بها تلا ذلك العمل على استكمال الوصف الوظيفي لجميع المستويات التنظيمية.

## رؤية الشركة وقيمها
المساهمة في تحسين الحياة المعيشية وتعزيز المركز التنافسي لاقتصاد المملكة العربية السعودية في جميع المجالات.
كما تشكل قيم الشركة المرشد والمرجع الذي نبني عليه قرارات الشركة وفلسفة العمل بها، وتنطلق من خلالها للوصول إلى الرؤية المشتركة وما تريد أن نحققه في ظل التوجهات المستقبلية للتغيرات المتوقعة التي سيشهدها قطاع صناعة الكهرباء بالمملكة ومن أجل تحقيق أهدافها الإستراتيجية.
كما تعمل أن على تكون القيم واضحة وفي متناول جميع الموظفين على اختلاف مستوياتهم، حيث أنها تعتبر أساساً لتحقيق تطلعات وتوقعات جميع فئات العملاء. وقيم الشركة تتبلور في الآتي:
• الامتياز في الخدمة: إن جميع المشتركين جديرون بالاهتمام، ويحق لهم الحصول على الخدمة الممتازة وفي الوقت المناسب بما يفي بتطلعاتهم أو يزيد.
• تعزيز القيمة للمساهمين: الاهتمام بالمساهمين وتحقيق أفضل العوائد لهم.
• تطوير الموظفين: الموظفون هم أهم مقوماتنا، ولذا نحرص على الارتقاء بمستوياتهم وتنمية مهاراتهم عن طريق التدريب، وتمكينهم من أداء أعمالهم، وإشاعة روح الفريق الواحد، وإثراء التفاعل والتفاهم فيما بينهم.
• الاستغلال الأمثل للموارد (تعزيز الأرباح): خفض التكاليف والحرص الدائم على رفع مستوى العائدات.
• التعاون المثمر: التحسين المستمر لكافة الأنشطة عن طريق الاستخدام الفعال لعمليات إدارية مرنة ومبنية على روح الفريق الواحد.
• الإبــداع:الأفكار النيرة تأتي من الموظفين وهي تحظى بالتشجيع والدعم والمكافأة من قبلنا.
• التوطين: على سعودة الوظائف.
• السلامة والبيئة: إعطاء أعلى الأولويات للسلامة وحماية البيئة.
• السلوك: الالتزام بأعلى قدر من الأمانة والاستقامة الشخصية والشفافية والاحترام للمشتركين والموردين والمجتمع ككل.
• العادات: احترام القيم الاجتماعية السائدة في المجتمع.
• التواصل: الاهتمام المستمر بالملاحظات والشكاوى داخل وخارج المملكة.

## مهمة الشركة
تزويد العملاء بخدمة كهربائية مأمونة ذات موثوقية عالية، وتحقيق تطلعات مساهميها، والاهتمام بموظفيها، والاستخدام الأمثل لمواردها.

## أهدافها الإستراتيجية
تتركز أهدافها الإستراتيجية في:
- تحقيق مستوى متقدم من الرضا لدى مختلف العملاء من خلال تحقيق توقعاتهم، والتفاعل الإيجابي معهم، وتقديم قيمة مضافة في المنتجات والخدمات.
- تعزيز مستوى تقديم الخدمات الكهربائية لمختلف فئات المشتركين.
- إعداد وتبني البرامج والسبل اللازمة لتنفيذ الخطط التدريبية وإعادة تأهيل الموظفين.
- الأداء التجاري الموثوق لتكوين الشبكات الكهربائية المترابطة في المملكة لتوفير الخدمات الكهربائية.
- المشاركة التجارية في مشاريع توليد ونقل وتوزيع الطاقة الكهربائية داخل و/ أو خارج المملكة.
- التفاعل المستمر في خدمة المجتمع والمشاريع الخيرية.
- إجراء وتدعيم البحوث لرفع مستوى الأداء في جميع الأنشطة والحفاظ على البيئة.

## إستراتيجية مسؤولية الشركة الاجتماعية
منذ تأسيس الشركة وبدءها لأعمالها في عام 2000، ظلت تحرص على تقديم الخدمات الكهربائية المتكاملة، وبنفس القدر نعمل في مجالات وأنشطة ذات طابع إنساني واجتماعي هدفها من ذلك تقديم أنماط من العمل الخيري باعتباره عملا محوريا في مجالات التنمية والتقدم ولكونه يتكامل مع جهودها المستمرة للنهوض بالعنصر البشري.
كما أن مفهومها للمسؤولية الاجتماعية ينطلق من رؤية الشركة ومهمتها التي نقدم من خلالها خدمة وطنية وإنسانية تهدف إلى تحسين حياة المجتمع من خلال دعم جميع الأنشطة الاقتصادية في جميع المجالات. وقد استطاعة خلال هذه الفترة القصيرة القيام بادوار مختلفة، ولامست العديد من الجوانب فاتسعت وتعددت برامجها في المجالين الإنساني والاجتماعي.
كما تسعى من خلال هذا العمل على تقديم أنموذج يمتد تأثيره لمؤسسات وشركات أخرى ولتثرى من خلال ذلك مجالات خدمة المجتمع. ومواصلة لهذا النهج الذي بني على أسلوب التفاهم والثقة والتعاون، ظلت تقوم بمسؤوليتها الكاملة تجاه المجتمع بكافة مستوياته وشرائحه، تعبيراُ عن انتمائها الحقيقي لهذا المجتمع.
وقد بنت دعمها للمجتمع على اتجاهين أساسيين يقوم أولهما على خدمة المجتمع العام، بينما يقوم الاتجاه الثاني على خدمة مجتمع الشركة الداخلي.